# Administrateurs coloniaux en Côte d'Ivoire
Les administrateurs coloniaux en Côte d'Ivoire seront placés dès 1895 sous l’autorité d’un gouverneur général (puis haut-commissaire) de l'Afrique-Occidentale française.

## Liste des titulaires

### Souveraineté française
À partir de 1881, les administrateurs étaient placés sous l'autorité du commandant supérieur du Gabon et du golfe de Guinée. À partir de 1886, ils étaient placés sous l'autorité du gouverneur général de Guinée.
- de 1862 à 1863 : Charles-René-Gabriel Liébault, commandant particulier
- de 1862 à 1863 : Joseph Alem, commandant particulier du poste de Grand-Bassam
- de 1863 à 1864 : Jean-Antoine-Léonard-Eudore Noyer, commandant particulier
- de 1863 à 1864 : Jacques-Bertrand-Oscar Desnouy, commandant particulier du comptoir de Grand-Bassam
- de 1864 à 1866 : Jean-Auguste Martin, commandant supérieur
- de 1866 à 1867 : Léon Noël, commandant supérieur
- de 1867 à 1869 : Alfred Pouzols, commandant supérieur
- de 1869 à 1871 : Jean-Louis Vernet, commandant supérieur
- de 1871 à 1885 : Arthur Verdier, résident de France
- de 1885 à 1886 : Charles Bour, commandant particulier
- de 1886 à 1890 : Marcel Treich-Laplène, résident de France
- de 1892 à 1892 : Jean Péan, faisant fonction
- de 1890 à 1892 : Jean-Auguste-Henri Desaille, résident de France
- de 1892 à 1892 : Éloi Bricard, faisant fonction
- de 1892 à 1893 : Julien Voisin, faisant fonction
- de 1892 à 1893 : Paul Alphonse et Frédéric Heckman, faisant fonction

### Colonie de Côte d'Ivoireà partir de 1893
- de 1893 à 1895 : Louis-Gustave Binger, Résident aux établissements français de Côte d'Ivoire puis gouverneur
- de 1893 à 1895 : Paul Couturier, faisant fonction
- de 1895 à 1896 : Joseph Lemaire, faisant fonction
- de 1896 à 1896 : Pierre Pascal, faisant fonction
- de 1896 à 1896 : Eugène Bertin, faisant fonction
- de 1896 à 1896 : Jean-Baptiste Castaing, faisant fonction
- de 1895 à 1898 : Louis Mouttet, faisant fonction
- de 1898 à 1898 : Alphonse Bonhoure, faisant fonction
- de 1898 à 1898 : Julien Penel, faisant fonction
- de 1898 à 1898 : Pierre Capest, faisant fonction
- de 1895 à 1896 : Ribes, faisant fonction
- de 1898 à 1902 : Henri Roberdeau, gouverneur

### Sous l'autorité du gouverneur général de l'Afrique-Occidentale française à partir de 1902
- de 1901 à 1905 : Simon Maurice, administrateur de la région de Yamoussoukro
- de 1902 à 1904 : François Joseph Clozel, gouverneur
- de 1904 à 1905 : Émile Merwart, gouverneur
- de 1908 à 1918 : Gabriel-Louis Angoulvant, gouverneur
- de 1918 à 1924 : Raphaël Antonetti, gouverneur
- de 1925 à 1930 : Maurice Lapalud, gouverneur
- de 1930 à 1930 : Jules Brévié, gouverneur
- de 1930 à 1930 : Jean-Paul Boutonnet, faisant fonction
- de 1931 à 1935 : Dieudonné Reste, gouverneur
- de 1935 à 1936 : Adolphe Deitte, gouverneur
- de 1936 à 1938 : Gaston Mondon, gouverneur
- de 1941 à 1942 : Hubert Deschamps, gouverneur
- de 1942 à 1943 : Georges Rey, gouverneur
- de 1943 à 1943 : Jean-Francois Toby, gouverneur
- de 1943 à 1945 : André Latrille, gouverneur
- de 1945 à 1946 : Henry de Mauduit, gouverneur
- de 1946 à 1947 : André Latrille, gouverneur
- de 1947 à 1948 : Oswald Durand, gouverneur
- de 1948 à 1948 : Georges Orselli, gouverneur
- de 1948 à 1952 : Laurent Péchoux, gouverneur
- de 1952 à 1952 : Pierre Pelieux, gouverneur
- de 1952 à 1954 : Camille Bailly, gouverneur
- de 1954 à 1956 : Pierre Messmer, gouverneur
- de 1954 à 1956 : Pierre Lami, faisant fonction
- de 1957 à 1958 : Ernest De Nattes, gouverneur
- de 1958 à 1960 : Ernest De Nattes, haut-commissaire
- de 1960 à 1960 : Yves Guéna, haut-commissaire

### République de Côte d'Ivoire
La république de Côte d'Ivoire est alors une « république au sein de la communauté française ».
- 1958, 1959 : Auguste Denise, assurant la fonction de Premier ministre
- de 1959 au 7 août 1960 : Félix Houphouët-Boigny, assurant la fonction de Premier ministre

La république de Côte d'Ivoire devient indépendante le 7 août 1960.